# Агеносов, Владимир Вениаминович
Владимир Вениаминович Агеносов (19 апреля 1942, Магнитогорск, Челябинская область — 3 сентября 2023, Москва) — советский и российский литературовед, доктор филологических наук, профессор МПГУ (1997—2013), профессор ИМПЭ имени Грибоедова c 2013, академик РАЕН (1997) и Петровской академии наук и искусств (2002), член-корреспондент Русской академической группы в США (1995), почётный член Президиума Ассоциации исследователей русской литературы в Китае (2013). Заслуженный деятель науки Российской Федерации (2004). Автор ряда книг, редактор учебных пособий и хрестоматий.

## Биография
Окончил Магнитогорский государственный педагогический институт (1964), в 1966—1969 годы старший преподаватель, в 1969—1970 годы — доцент в том же институте. В 1969 году окончил аспирантуру МГПИ.
В 1970 году защитил кандидатскую диссертацию «Ленинская тема в русской советской прозе 1956—1966 годов. (Очерк, рассказ, повесть)». В 1970—1976 годах преподавал в Высшей комсомольской школе при ЦК ВЛКСМ).
В 1988 году защитил докторскую диссертацию «Советский философский роман. Генезис. Проблематика и типология».
Член Союза писателей Москвы (1994). Член редколлегий «Литературоведческого журнала» (с 1990) и реферативного журнала «Литературоведение» (с 1993). Печатался в журналах «Филологические науки», «Знамя», «Записки Русской академической группы США».
В 2000-е годы работал на кафедре истории журналистики и литературы ИМПЭ имени Грибоедова и Народном университете Китая. Стажировался в Вульфсон-колледжисе Оксфордского университета (1996), читал лекции в Германии (1971, 1976), Сирии (1990), Пекинском университете иностранных языков (1997—1998, 2012—2015).
В 2009 году записал ряд лекций для образовательного проекта «Русская литература» канала «Бибигон». В последние годы активно отстаивал необходимость более полного изучения литературы, отмены ЕГЭ, с чем связаны его выступления в прессе и на телевидении.
В 2019 году вошел в состав экспертного совета Русско-Азиатского Союза промышленников и предпринимателей (РАСПП)[значимость факта?].
В 2022 году Александр Архангельский выпустил книгу «Русский иероглиф. История жизни Инны Ли, рассказанная ею самой», биографию жены Владимира Агеносова.
Умер 3 сентября 2023 года. Прах захоронен на Николо-Архангельском кладбище.

## Научная деятельность
Научные интересы в 1980-е — начало 1990-х годов были связаны с явлением «философского романа», подробно проанализированном исследователем на примере творчества Л. Леонова, М. Булгакова, А. Платонова, Ю. Домбровского, А. Кима, Ч. Айтматова и др. В 1990-е годы увлекся историей русской эмиграции, особенно так называемой «второй волной», совпавшей по времени с Великой Отечественной войной.
Автор книг «Генезис философского романа» (М., 1986), «XXVII съезд КПСС и актуальные проблемы советской литературы» (М., 1987), «Творчество М. Пришвина и советский философский роман» (М., 1988), «Советский философский роман» (М., 1989, 1990), «Избранные труды и воспоминания» (М., 2012). Весной 2014 года в Доме русского зарубежья состоялась презентация книги «Восставшие из небытия. Антология писателей Ди-Пи и второй эмиграции». Стараниями Агеносова изданы сборник «Поэтессы русского зарубежья: Л. Алексеева, О. Анстей, В. Синкевич» (М., 1998), книги стихов «Пуще неволи» Н. Моршена (М., 2000) и «Берег очарованный» И. Буркина (М., 2002).
Научный руководитель и редактор учебных комплексов по истории русской литературы XX века для старшеклассников (11 класс), для студентов филологических факультетов и гуманитарных вузов с нефилологическим профилем. Учебник под ред. В. В. Агеносова (1999) переведён на китайский язык Лин Цзяньхоу (凌建侯), Хуан Мэй (黄玫), Лю Жомэй (柳若梅), Мяо Шу (苗澍)) и выпущен Издательством Народного университета Китая в 2001 году. Под руководством В. В. Агеносова защищены 8 докторских и более 36 кандидатских диссертаций.

## Критика
Для высшей школы составил учебные пособия «Литература народов России» (М., 1995, в соавторстве с Е. А. Майминым и Р. З. Хайруллиным), «Литература русского зарубежья (1918—1996)» (Для вузов. М., «Терра», «Спорт», 1998) и «Современные русские поэты. Справочник-антология» (М., «Мегатрон», «Библиомаркет», 1997, в соавторстве с К. Н. Анкудиновым). Михаил Айзенберг в своей рецензии отмечал, что данный справочник содержит «невероятное количество и „качество“» ошибок.
В. В. Агеносов был также научным редактором учебников «Русская литература XX в.» (в 2-х тт., 1996, 1997, 1998) и «Русская литература Серебряного века» (1997), составил хрестоматию для 11-го класса «Русская литература XX в.» (в 2-х тт.). Эти учебные пособия получили высокую оценку на государственном уровне. Резко отрицательно оценил их кандидат филологических наук А. Аникин, который отметил ряд пропагандистских по его мнению упрощений, чрезмерное использование в тексте формулировок из официальных партийных документов. И. В. Кукулин, отмежёвываясь от обвинений А. Аникина как от «бездоказательных», со своей стороны указывает на низкое качество учебника под редакцией В. В. Агеносова, отличающегося тяжеловесным стилем изложения, фактическими ошибками и — главный недостаток — «аморфностью», отсутствием ясного концептуального видения.
Книга «Избранные труды и воспоминания» была высоко оценена в «Литературной газете» и выходящем в Америке «Новом журнале». Антология «Восставшие из небытия», по мнению критиков, была новым словом в изучении литературы русского зарубежья Противоположная оценка была высказана писателями и педагогами в ряде авторитетных изданий.